# Hans Leghammar
Hans Lennart Leghammar, född 17 november 1957 i Kalmar, är en svensk politiker (miljöpartist) och riksdagsledamot.
Leghammar satt i kommunfullmäktige i Hylte kommun 1982–1988 och var ledamot i naturvårdsnämnden 1985–1988, samt suppleant i miljö- och hälsoskyddsnämnden 1985–1988. Han var sammankallande i Miljöpartiet 1982–1988.
Hans Leghammar valdes in i riksdagen vid valet 1988. Han var ledamot i konstitutionsutskottet 1988–1991 samt suppleant i justitieutskottet 1988–1989 och i utbildningsutskottet 1990–1991.